# Écrouves
Écrouves és un municipi francès situat al departament de Meurthe i Mosel·la i a la regió del Gran Est. L'any 2007 tenia 4.136 habitants.

## Demografia

### Població
El 2007 la població de fet d'Écrouves era de 4.136 persones. Hi havia 1.309 famílies, de les quals 297 eren unipersonals (142 homes vivint sols i 155 dones vivint soles), 432 parelles sense fills, 502 parelles amb fills i 78 famílies monoparentals amb fills.
La població ha evolucionat segons el següent gràfic:
Habitants censats

### Habitatges
El 2007 hi havia 1.444 habitatges, 1.351 eren l'habitatge principal de la família, 7 eren segones residències i 86 estaven desocupats. 966 eren cases i 476 eren apartaments. Dels 1.351 habitatges principals, 790 estaven ocupats pels seus propietaris, 526 estaven llogats i ocupats pels llogaters i 34 estaven cedits a títol gratuït; 5 tenien una cambra, 47 en tenien dues, 190 en tenien tres, 366 en tenien quatre i 743 en tenien cinc o més. 920 habitatges disposaven pel capbaix d'una plaça de pàrquing. A 715 habitatges hi havia un automòbil i a 536 n'hi havia dos o més.

### Piràmide de població
La piràmide de població per edats i sexe el 2009 era:
| Homes | Edats   | Dones |
| ----- | ------- | ----- |
| 0     | 95 o +  | 0     |
| 4     | 90 a 94 | 12    |
| 8     | 85 a 89 | 16    |
| 4     | 80 a 84 | 8     |
| 40    | 75 a 79 | 52    |
| 48    | 70 a 74 | 60    |
| 52    | 65 a 69 | 76    |
| 104   | 60 a 64 | 84    |
| 76    | 55 a 59 | 76    |
| 156   | 50 a 54 | 124   |
| 144   | 45 a 49 | 124   |
| 160   | 40 a 44 | 152   |
| 144   | 35 a 39 | 124   |
| 208   | 30 a 34 | 120   |
| 212   | 25 a 29 | 136   |
| 156   | 20 a 24 | 68    |
| 152   | 15 a 19 | 120   |
| 124   | 10 a 14 | 112   |
| 116   | 5 a 9   | 92    |
| 120   | 0 a 4   | 92    |

## Economia
El 2007 la població en edat de treballar era de 2.959 persones, 2.005 eren actives i 954 eren inactives. De les 2.005 persones actives 1.858 estaven ocupades (1.121 homes i 737 dones) i 147 estaven aturades (58 homes i 89 dones). De les 954 persones inactives 201 estaven jubilades, 231 estaven estudiant i 522 estaven classificades com a «altres inactius».

### Ingressos
El 2009 a Écrouves hi havia 1.429 unitats fiscals que integraven 3.766 persones, la mediana anual d'ingressos fiscals per persona era de 18.286 €.

### Activitats econòmiques
Dels 73 establiments que hi havia el 2007, 4 eren d'empreses extractives, 2 d'empreses alimentàries, 2 d'empreses de fabricació d'altres productes industrials, 10 d'empreses de construcció, 22 d'empreses de comerç i reparació d'automòbils, 4 d'empreses de transport, 5 d'empreses d'hostatgeria i restauració, 2 d'empreses d'informació i comunicació, 1 d'una empresa financera, 1 d'una empresa immobiliària, 8 d'empreses de serveis, 4 d'entitats de l'administració pública i 8 d'empreses classificades com a «altres activitats de serveis».
Dels 14 establiments de servei als particulars que hi havia el 2009, 1 era un taller de reparació d'automòbils i de material agrícola, 2 paletes, 2 guixaires pintors, 2 lampisteries, 2 electricistes, 2 perruqueries i 3 restaurants.
Dels 10 establiments comercials que hi havia el 2009, 1 era un hipermercat, 1 un supermercat, 2 fleques, 1 una fleca, 1 una peixateria, 1 una llibreria, 1 una botiga d'equipament de la llar i 2 botigues de mobles.
L'any 2000 a Écrouves hi havia 6 explotacions agrícoles.

## Equipaments sanitaris i escolars
Els 2 equipaments sanitaris que hi havia el 2009 eren farmàcies.
El 2009 hi havia 2 escoles maternals i 3 escoles elementals.

## Poblacions més properes
El següent diagrama mostra les poblacions més properes.